# Arend Edel
Arend Edel (Meppel, 13 mei 1965) is een Nederlandse cabaretier en acteur. Samen met Maarten Hennis en Erik Jobben vormt hij de cabaretgroep Niet Schieten!.
Het trio won in 1994 het Cameretten met zowel de jury- als de publieksprijs, hij ontmoette Maarten en Erik bij de basketbalvereniging, uiteindelijk leidde dit tot vriendschap. In 1991 besloten zij om de cabaretgroep Niet Schieten! op te zetten. 
Deze formule is succesvol gebleken en heeft geleid tot onder andere de volgende shows:
- Natongen in de Foyer
- Natte Narren
- Een vlucht Regendruppels
- Taboe
- Navelstaren
- Petrov
- Noodlot
- Kwaad Bloed
- Petrov (in de herhaling)
- Tien - een compilatie van leuke fragmenten uit 10 jaar Niet Schieten!
- Zieke Geesten
- Loverboys
- Nymfomannen
- Mannen zijn Zeikwijven
- Vrouwen willen maar 1 ding
- Kusje erop
- Tijd voor een Trio (met Esmée van Kampen)
- 25 jaar Lust & Leed (jubileum programma)
- Mannen van Niks
- Het Hoogtepunt

## Televisie
| Programma          | Rol                             | Aflevering   | Jaar |
| ------------------ | ------------------------------- | ------------ | ---- |
| Het Huis Anubis    | Jurylid van de sportbeurs       | 55-57        | 2006 |
| Flikken Maastricht | Officier van de mobiele eenheid | De gijzeling | 2007 |
| Flikken Maastricht | Emiel Markgrave                 | Overvallen   | 2015 |